# Farvedybde
Farvedybde er en karakteristik, der anvendes om de rasterbilleder, man arbejder med i computergrafik, dels i forbindelse med brug af billedbehandlingsprogrammer, såsom Adobe Photoshop og Paintshop Pro, dels i forbindelse med forskellige billedfilformater, såsom BMP-formatet, GIF-formatet, JPG-formatet, PNG-formatet og TIFF-formatet. 

## Oversigt over de forskellige muligheder
- Hvis et billedes punkter(pixels) kan have 1 ud af 2 forskellige farvetoner, siges farvedybden at være 2
- Hvis et billedes punkter(pixels) kan have 1 ud af 16 forskellige farvetoner, siges farvedybden at være 16
- Hvis et billedes punkter(pixels) kan have 1 ud af 256 forskellige farvetoner, siges farvedybden at være 256
- Hvis et billedes punkter(pixels) kan have 1 ud af 65.536 forskellige farvetoner, siges farvedybden at være 65.536 eller 64K
- Hvis et billedes punkter(pixels) kan have 16,7 mio. forskellige farvetoner, siges farvedybden at være 16.7 mio.

I det sidstnævnte tilfælde taler man også om True color, hvilket repræsenter det maksimale antal forskellige farver, der kan vises på en computerskærm, og som er rigeligt set i forhold til det antal farver, det menneskelige øje er i stand til at skelne imellem.
På skærmen dannes farvevirkningen ved hjælp af positiv farveblanding, idet grundfarverne her er rød, grøn og blå.
Disse tre grundfarver kan indgå med forskellig styrke (på en skala fra 0 til 255), og på den måde kan man opnå en fotoreaistisk virkning.
I forbindelse med billedfiler kan der herudover være defineret en grad af gennemsigtighed, en såkaldt alfa-værdi (fra 0 til 255). Hvis man anbringer et sådant billede oven på en givet baggrund, vil baggrunden altså helt eller delvist skinne igennem de steder, hvor billedet er gennemsigtigt. 
Hvis computergrafikkens opløsning ikke er True Color, er de forskellige konkrete farveværdier på skærmen bestemt af en reduceret farvepalet, hvori de enkelte farvenumre kan antage en hvilken som helst af de 16,7 mio. RGB-værdier, der er teoretisk mulige. I forbindelse med gråtonebilleder er det ligegyldigt, om billedet er i True color, idet der alligevel ikke kan vises mere end 256 forskellige gråtoner. Paletten vil i så tilfælde normalt være en ren gråskala med værdier spændende fra helt hvid (RGB: 255, 255, 255) til helt sort (RGB: 0, 0, 0), men den kan også være en monokrom skala af f.eks. sepiatoner, som på et ældre fotografi. 
Hvordan disse farver i sidste instans vises på skærmen er en helt anden sag. Det afhænger dels af selve skærmen, dels af det grafikkort, computeren er udstyret med, og af den indstilling, man har valgt. De fleste moderne computere med tilhørende skærme, inklusive laptop-computere, har dog ikke noget besvær med at vise den maksimalt mulige farvedybde (True Color) uden at gå på kompromis med skærmopløsningen.

## Kriterier for valg af farvedybde
Jo højere et billedes farvedybde er, des mere lagerplads optager det, og jo mere tid og datatrafik bruges der, når billedet skal transporteres over en netværk, eksempelvis via internettet. På den anden side er det lettest at opnå en fotorealistisk virkning med en relativt høj farvedybde. Det gælder især, hvis billedet har et meget bredt farvespænd med både kolde, varme og neutrale farver, samt mørke og lyse farver repræsenteret samtidigt. Motiver med jævne overgange mellem nuancerne, såsom f.eks. nuancerne i en skyfri himmel er også meget følsomme for den billedstøj, der kan optræde i forbindelse med en relativt lav farvedybde. 
Den hukommelsesplads et billede optager i skærmhukommelsen kan (for et uigennemsigtigt billede) regnes ud efter følgende formel, idet hver enkelt pixel optager Log2 af farvedybden divideret med 8 (1 byte = 8 bits): 
P = B x H x Log2(F)/8, hvor P er hukommelsespladsen målt i bytes, B billedbredden målt i pixels, H billedhøjden målt i pixels og F rarvedybden.
Er billedet helt eller delvist gennmemsigtigt er formlen:
P = B x H x Log2(F+8)/8
Et uigennemsigtigt billede i True color med dimensionerne 640 x 480 pixels fylder således i rå data: 640 x 480 x 24/8 = 921.600 bytes.
I forbindelse med billedlagring og transmission af billeddata, kan man dog komme ned på et langt lavere pladsforbrug. Det skyldes, at de fleste moderne billedformater anvender komprimeringsalgoritmer, således at billedet "pakkes" før det bliver gemt, og først "pakkes ud" igen, umiddelbart før det bliver vist på skærmen, eventuelt for at blive redigeret med et billedbehandlingsprogram. Bedre digitalkameraer har imidlertid mulighed for, at man kan gemme billeder i RAW-format, hvor alle billedets oprindelige pixelværdier er til stede. Digitale billeder i RAW-format er ikke beregnet til at blive vist, men derimod særdeles velegnede, når det gælder videre fototeknisk bearbejdning.
Anvender man en lav farvedybde, men alligevel ønsker et nogenlunde fotorealistsk udtryk, kan man bruge såkaldt dithering. Det vil sige, at farveblandingen sker i øjet i stedet for på computerskærmen, ved at de farver, der skal blandes placeres i et finmasket mønster, som på en vis afstand opfattes som jævne farveflader og bløde farveovergange. Dette minder til en vis grad om den teknik, man bruger ved firfarvetryk i en trykt publikation.